# Carniella
Carniella là một chi nhện trong họ Theridiidae.